# Ладислав Каменицки
Ладислав Каменицки (на словашки: Ladislav Kamenický) е словашки политик и икономист от партия „Посока – социална демокрация“. От 2023 г. е министър на финансите в четвъртото правителство на Роберт Фицо, като от 2019 до 2020 г. заема същата длъжност. Бил е депутат в Националния съвет на Словакия (2012 – 2019, 2020 – 2023) от парламентарната група на „Посока – социална демокрация“.

## Биография
Роден е на 4 октомври 1970 г. Завършва Факултета по бизнес на Икономическия университет в Братислава. На парламентарните избори през 2012 г. е избран за депутат от партия „Посока – социална демокрация“. На парламентарните избори през 2016 г. е преизбран за депутат, спечелвайки 9126 валидни преференциални гласа, което го поставя на 22-ро място сред кандидатите на партията. От 2016 г. работи като председател на Комисията по финанси и бюджет и член на Комисията по европейски въпроси в Националния съвет на Словакия. Става председател на областната организация на „Посока – социална демокрация“ в окръг Братислава II, става член на вътрешното ръководство на партията и близък приятел на председателя на партията Роберт Фицо.

### Министър на финансите
На 27 ноември 2018 г. управителят на Националната банка на Словакия (НБС) – Йозеф Макух, официално обявява на министър-председателя на Словакия – Петер Пелегрини, че ще подаде оставка от поста си на управител на банката на 1 март 2019 г. Правителството на Словакия прави предложение на тогавашния министър на финансите Петер Кажимир за поста управител на НБС и на 6 декември 2018 г. депутатите в Националното събрание на Словакия одобряват това предложение с тайно гласуване (от 138 присъстващи 86 гласуват „за“, 40 „против“, а 12 депутати се въздържат). На 27 февруари 2019 г. президентът на Словакия – Андрей Киска, назначава Петер Кажимир за управител на НБС, като се очаква той да поеме тази длъжност на 1 юни 2019 г. Считано от 11 април 2019 г. Петер Кажимир подава оставка от длъжността министър на финансите. Според разпространена задкулисна информация от средите на „Посока – социална демокрация“ за възможен наследник на Петер Кажимир се е смятал Франтишек Имрече, който е заемал поста президент на Финансовата администрация на Словакия до 1 октомври 2018 г. и подава оставка, след като Европейската служба за борба с измамите (ОЛАФ) насочва вниманието към съмнения за укриване на митнически плащания поради подценяване на вноса на стоки от Азия. Има твърдения, че Франтишек Имрече е бил повишен като министър от председателя на партията Роберт Фицо.
На 9 април 2019 г. Роберт Фицо обявява на съвместна пресконференция с Петер Пелегрини, на която се предлага длъжността министър на финансите да бъде предложена на Ладислав Каменицки. През април 2019 г. с 15 от 16 гласа председателство одобрява предложението. На 7 май 2019 г. Ладислав Каменицки е назначен за министър на финансите на Словакия от президента на Словакия – Андрей Киска. Правителството на Петер Пелегрини подава оставка след февруарските избори на 20 март 2020 г., с което подава оставка и Ладислав Каменицки.